# Vụ đánh bom La Penca
Đánh bom La Penca là một vụ đánh bom vào ngày 30 tháng 5 năm 1984, trong tiền đồn của quân du kích La Penca ở Nicaragua, gần biên giới Costa Rica. Vụ đánh bom xảy ra trong một cuộc họp báo được thực hiện bởi Eden Pastora, một nhà lãnh đạo Contra, người được cho là mục tiêu của cuộc đánh bom Bốn người, trong đó có ba nhà báo, đã bị giết trong vụ đánh bom trên.